# Spudaea
Spudaea là một chi bướm đêm thuộc họ Noctuidae.

## Loài
- Spudaea eucrinita (Turati, 1933)
- Spudaea pontica Kljutschko, 1968
- Spudaea ruticilla (Esper, 1791)